# Nu'man Gum'a
Nuʿmān Gumʿa (in arabo ﻧﻌمان جمعة‎?; 1937 – Parigi, 28 ottobre 2014) è stato un politico egiziano, avvocato del Cairo ed è stato presidente del partito del Neo-Wafd.
È stato candidato alle elezioni presidenziali del 2005, ottenendo poco meno del 3% dei voti espressi dagli elettori.